# Cuivré des marais salés
Lycaena dospassosi
Espèce
Le Cuivré des marais salés (Lycaena dospassosi) est une espèce de papillons de la famille des Lycaenidae, de la sous-famille des Lycaeninae et du genre Lycaena.

## Systématique
Lycaena dospassosi a été nommé par James Halliday McDunnough en 1940.
Il a été d'abord nommé Lycaena dorcas dospassosi McDunnough, 1940 en étant considéré comme une sous-espèce de Lycaena dorcas le Cuivré de la potentille, mais à la suite des recherches effectuées sur le terrain par Louis Handfield au Québec et Reginald Webster au Nouveau-Brunswick certains le considèrent comme une espèce distincte,.

## Noms vernaculaires
Lycaena dospassosi se nomme en anglais Maritime Copper ou Salt Marsh Copper,.

## Description

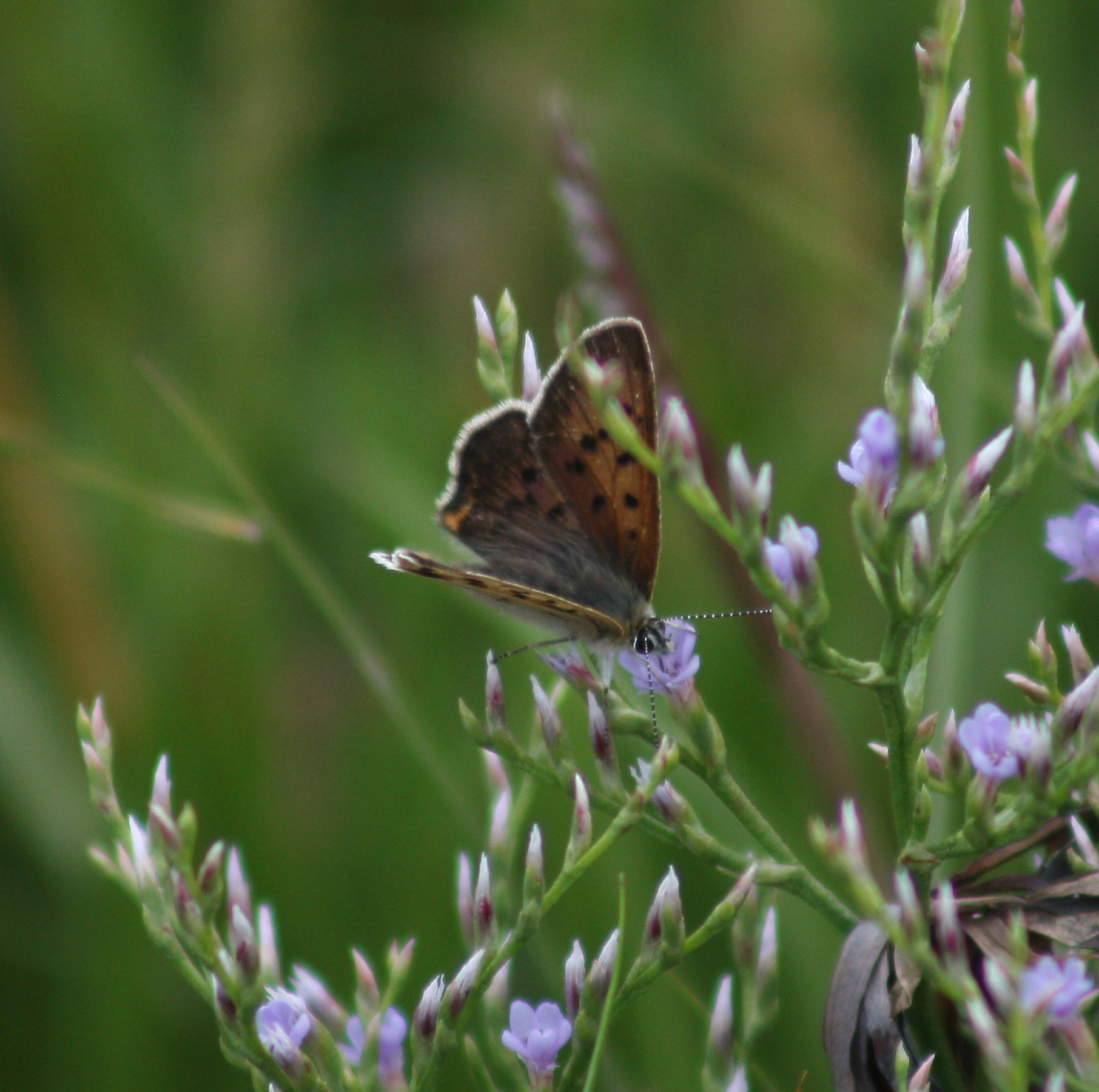
Mâle, face dorsale.

Le Cuivré des marais salés est un cuivré d'une envergure de 25 à 31 mm, un peu plus grand que le Cuivré de la potentille au dessus des ailes de couleur marron à reflets violets orné de nombreuses taches noires avec une ligne submarginale partielle cuivre chez le mâle, jaune chez la femelle, bordées de points noirs.
Le revers est jaune pâle, orné de lignes de petites taches marron.

### Chenille
La chenille est de couleur verte.

## Biologie

### Période de vol et hivernage
Il vole en une génération entre fin juillet et mi-août.
Il hiverne à l'état d'œuf.

### Plantes hôtes
La plante hôte de sa chenille est la Potentille d'Egede (Potentilla egedii).

## Écologie et distribution
Le Cuivré des marais salés est présent uniquement au Canada dans la zone mitoyenne du Québec et du Nouveau-Brunswick.

### Biotope
Le Cuivré des marais salés réside dans les marais salés.

### Protection
Le Cuivré des marais salés est susceptible d'être placé sur la liste des insectes menacés ou vulnérable au Canada, car la disparition des marais salés par remblaiement entrainerait la disparition de l'espèce .